# Baránszky Tibor
Baránszky Tibor (Budapest, 1922. június 11. – Buffalo, New York, 2019. január 20.) magyar-amerikai teológushallgató, aki a holokauszt idején több mint 3000 magyar zsidó nőt, férfit és gyermeket mentett meg a nyilaskeresztesek elől.
22 éves korában az előrenyomuló szovjetek arra kényszerítették, hogy otthagyja szemináriumi tanulmányait, és visszatérjen Budapestre. Bejárt Angelo Rotta pápai nuncius, a Vatikán budapesti képviselőjének rezidenciájára. Rávette Rottát, hogy adjon neki papírokat, amelyekkel egy zsidó család, nagynénje barátai elmenekülhetnek Magyarországról. Rottát lenyűgözte a merészsége, és beszervezte Baránszkyt, hogy segítsen megmenteni más zsidókat. Kilenc hét alatt, mielőtt a szovjetek körbevették Budapestet, Baránszky több mint 3000 zsidó megmentését szervezte meg.
Baránszkyt 1944. december 30-án tartóztatták le a szovjetek, és 16 napos, 260 km-es erőltetett menetre küldték egy szovjet börtön felé, amely során mindössze négyszer evett. Egy őr megmentette, és visszatért Budapestre. Miután kórházba került és kiengedték, 1948-ban „klerikális reakció” miatt ismét letartóztatták, és egy kirakatperben kilenc év börtönre ítélték. Sztálin halála után, 1953-ban szabadult. Az 1956-os forradalom idején elhagyta Magyarországot, és feleségével New Yorkban telepedett le, ahol mindketten amerikai állampolgárok és pedagógusok lettek, és családot alapítottak.
1979. január 11-én a Jad Vasem a Világ Igazai közé sorolta Baránszkyt. Tagja volt az Egyesült Államok Holokauszt Emléktanácsának.

## Életútja
Baránszky Rezső és Schelnader Mária fia volt. Nagyapja Lengyelországban született, és miután a lengyel hadseregben Budapesten szolgált, úgy döntött, hogy itt marad. Édesapja feleségül vette Schelnader Máriát, Tibor pedig Budapesten nevelkedett. Édesapja családjának 700 évre visszanyúló magyarországi gyökerei voltak. A magyar gimnáziumban tanult, és 1938-ra tudatosult benne a növekvő antiszemitizmus. 1940-ben Veszprémben, majd 1943-ban Kassán papnak tanult. 

## Budapesti tevékenysége
1944-ben Baránszky egy Kassához (ma Szlovákia) közeli katolikus szemináriumban tanult, hogy pap legyen. Egyházi csatornákon keresztül értesült a náci megsemmisítési tervekről. Ahogy a szovjet hadsereg Kassa közelébe vonult, Baránszky kénytelen volt Budapestre indulni, olykor csak néhány kilométerre a frontvonaltól, és 1944. október 20-án meg is érkezett. A város ekkor már a német erők szoros ellenőrzése alatt állt. Baránszky a nagynénjéhez, Sterneder Margithoz költözött, aki a budapesti Chinoin gyógyszergyárban, Újpest egyik elővárosában, a Chinoin gyógyszergyárban végzett munkája révén több év alatt nagyon közeli barátságot kötött dr. Szekeres Hedvig zsidó családjával. Aktívan részt vett egy földalatti mozgalomban, amely segített a zsidóknak rejtekhelyeket találni és hamis kivándorlási okmányokat szerezni. A Szekeres család bujdosott, beteg kisfiukat, Gábort pedig a Sterneder családnál hagyták. Baránszky érkezésekor a nagynéni unokaöccse segítségét kérte, hogy vegye fel a kapcsolatot a katolikus egyházi tisztviselőkkel, és kérje meg őket, hogy járjanak közben a Szekeres család érdekében.

### Katolikus egyházi támogatás
Baránszki emberek hosszú sorát találta Angelo Rotta pápai nuncius nagykövetségi rezidenciájánál, a Vatikán budapesti képviselőjénél. Egyike volt az öt semleges ország „védlevelet” kibocsátó nagykövetségének, a svájci, svéd, spanyol, portugál és vatikáni nagykövetséget pedig ellepték a segítséget kérők hosszú sorai.
Baránszki addig bolyongott a követségen, míg meg nem találta Angelo Rotta irodáját. Senki sem faggatta a papi reverendát viselő férfit. Rábeszélte Rottát, hogy adjon neki kilenc védlevelet, egyet-egyet a Szekeres család minden tagjának. Sikerén felbátorodva Baránszki néhány nap múlva visszatért Rottához, hogy újabb leveleket kérjen, ezúttal egy másik zsidó család számára.
Rottát lenyűgözte, hogy Baránszki kiválóan beszélt németül, és blöffölte magát a sor elejére és a jelenlétébe. Baránszkit beszervezte, hogy segítsen megvédeni a haláltáborokba kerülés veszélyének kitett zsidókat. Rotta védleveleket, keresztleveleket és bevándorlási bizonyítványokat adott Baránszkinak, és a következő 70 napban Baránszki ezek segítségével több ezer, a meggyilkolás közvetlen veszélyében lévő zsidót mentett meg.
Két héttel később Rotta Baránszkit a Vatikán magyarországi zsidóvédelmi mozgalmának ügyvezető titkárává nevezte ki, a pápai nuncius közvetlen követeként. A Zsidóvédelmi Mozgalom vezetőjeként hamarosan a Lánchíd melletti Gresham-palotában találkozott más semleges követségekkel. A csoport tagja volt Raoul Wallenberg svéd diplomata, akinek később azt tulajdonították, hogy magyar zsidók tízezreit mentette meg a náci haláltáboroktól. Baránszki együttműködött Wallenberggel, és privát, nem hivatalos találkozókat szervezett a svéd diplomata és Angelo Rotta pápai nuncius között. Baránszki gyakran vezetett titkos találkozókat diplomatákkal, köztük Wallenberggel, Carl Lutz svájci konzullal, Ángel Sanz Briz spanyol konzullal és Giorgio Perlasca olasz marhakereskedővel, hogy zsidó életeket mentsenek Budapesten.
A pápai nunciusnál végzett munkája során látta XII. Piusz pápa két kézzel írott levelét, amelyben a zsidók megmentésére irányuló munkára buzdított. Baránszki személyesen kísért el egyéneket és családokat rejtekhelyekre, néha gyárakban elrejtett titkos szobákba, illetve más katolikusok otthonába.
Baránszki Wallenberg motivációját "isteni emberi szeretetként" jellemezte. "Egy pillanat alatt tudtuk, hogy egy véleményen vagyunk… ugyanaz a vakmerőség, ugyanaz az elszántság, ugyanaz az elszántság, mindvégig" – mondta Baránszki.

### Blöffölő őrség
Rotta megkérte Baránszkit, hogy másnap menjen el egy gyárba, ahol közel 50 katolikusnak keresztelt zsidót tartottak fogva a Németországba való deportálás és a szinte biztos halál előtt. Rotta felajánlotta, hogy kölcsönad Baránszkinak egy kis Opelt. Baránszki azt mondta, hogy nem másnap akar menni, hanem azonnal. És szemtelenül ragaszkodott ahhoz, hogy kölcsönkérje Rotta diplomáciai gépkocsiját, egy Rolls-Royce limuzint, amely a Vatikán zászlaját lobogtatta. "Azt mondtam excellenciájának: "A nácik primitív emberek. Egy kis cipzáras autóban semmiféle hatalom nem jelenik meg. A nácikat lenyűgözné egy Rolls-Royce."
Baránszki rábeszélt egy másik fiatalembert, hogy legyen a sofőrje, és hozott magával még néhány embert. A kocsit arra használta, hogy lenyűgözze a németeket. Papnak álcázva magát, a 22 éves fiatalember gőgös, tekintélyelvű viselkedést vett fel. A gyárban a nácik nem voltak hajlandóak kinyitni a kapukat, Baránszki pedig azzal fenyegetőzött, hogy az autóval áthajt rajta. Végül kinyitották a kaput, és felajánlották, hogy megmutatják neki, merre kell mennie, de ő durván elutasította őket, mondván, hogy tudja, hol tartják fogva a zsidókat. Felfedezte, hogy 2000 zsidót tartanak fogva odabent, és a megkereszteltek nevét kiáltotta, akiket meg is kapott. Ezután, miközben elterelte az őrök figyelmét, a segítői információkat adtak a megmaradt zsidóknak arról, hogyan lépjenek kapcsolatba a földalattiakkal.
Bátran feltartóztatta a haláltáborokba deportált, hamis vatikáni védőleveleket használó zsidó csoportokat, rávette őreiket, hogy engedjék vissza néhány foglyot Budapestre.
Októberben és novemberben Eichmann felgyorsította a magyarországi zsidók megsemmisítésére irányuló programot, mielőtt a szovjet hadsereg elfoglalta volna Budapestet. Körülbelül 50 000 zsidót kényszerítettek arra, hogy 1944 novemberében Budapestről Hegyeshalomra vonuljon, ahol német fogságba kerültek. Útközben 6000-10 000 zsidó halt meg éhen, megfázva és megbetegedve.
Rotta üres védlevelekkel küldte Baránszkit Hegyeshalomra. Több száz zsidót szabadított ki, és vonaton vitte vissza őket Budapestre. Baránszki a Vatikán képviselőjeként eljárva fizette a Vatikán védett házaiban élő több ezer zsidó fenntartását. Nagynénje segítségével, aki egy gyógyszergyárban dolgozott, gyógyszereket, plusz élelmiszert és ellátmányt osztott szét az elrejtett zsidók között. "Éjjel-nappal dolgoztam, és nagyon keveset aludtam. Voltak napok, amikor egy másodpercem sem volt enni" – emlékezett vissza. "Isten kegyelmén kívül … volt némi bátorságom és némi szervezőkészségem".
Ha kiderül a csalása, Baránszkit megölték volna. Mély katolikus hitének köszönhette az erejét, hogy figyelmen kívül hagyja a náci tisztek követeléseit, hogy hagyjon fel a zsidók érdekében végzett munkával. Amikor egy német tiszt pisztollyal a fejéhez szorítva kérdőre vonta, hogy miért segít a zsidóknak, így válaszolt: "Maga vagy ostoba, vagy idióta. Azért segítek a zsidóknak, mert keresztény vagyok". Kapott egy hívást Adolf Eichmanntól, aki közölte vele, hogy a nácik által korábban engedélyezett 12 000 védelmi levélből csak 3000-et fognak tiszteletben tartani. Mivel nem tudta, kivel beszél, azt mondta Eichmannak: "Azt hittem, hogy egy német tiszttel beszélek, nem pedig egy német gazemberrel". Baránszki segített azoknak, akiknek a védelmi levele már nem volt érvényes, régi házakban és borospinceként használt barlangokban elrejtőzni. Ezekkel a módszerekkel, mint mondta, "8000 és 12 000 zsidónak tudtunk védelmet nyújtani".
Újra és újra sikeresen elérte fogságban lévő zsidók tucatjainak és százainak szabadon bocsátását. Értelmetlen, de hivatalosnak tűnő és életmentő dokumentumokat adott a náciknak és a nyilasoknak, és minden más trükköt bevetett, amit csak el tudott képzelni. Körülbelül 3000 zsidót bújtatott a Vatikán védett lakótelepi szektorában. Különböző források szerint 7000-től 12 000-ig terjedő számban mentett meg zsidókat. Baránszkit 1944. december 30-án tartóztatták le a szovjetek.

### Letartóztatás és bebörtönzés
A szovjetek december utolsó hetében kezdték meg Budapest ostromát. Baránszkit 1944. december 30-án letartóztatták, mivel úgy vélték, hogy a nácikat támogatja. Kényszermaratonon egy oroszországi börtönbe küldték. A 260 km-es menetelés alatt 16 nap alatt mindössze négyszer evett. Úgy vélte, hogy meghalt volna, ha egy vallásos szovjet őr nem könyörül meg rajta, nem akadályozza meg, hogy egy másik őr lelője, majd átviszi a foglyok sorába, akik orvosi segítséget kaptak.
Baránszki kórházba került, majd a háború befejezése után végül visszatért Budapestre. Befejezte tanulmányait, és az észak-magyarországi Drégelypalánkon lett plébános. Amikor a szovjetek átvették a hatalmat, Baránszki nem kedvelte őket jobban, mint a nácikat. 1948-ban letartóztatták kommunistaellenes "klerikális reakció" miatt, és egy kirakatperben kilenc év börtönre ítélték. Miután Sztálin meghalt, és 1953. július 4-én Nagy Imre lett a miniszterelnök, Baránszki 57 hónap börtön után amnesztiát kapott.
Azt mondta, hogy az egyetlen jutalom a kockázatért, amit vállalt, Istentől jön majd, "ha" megérdemli. "Csak azt tettem, amit Isten követelt tőlem. Én csak egy haszontalan szolga vagyok".

## Későbbi élete
Az 1953-ban, öt év után börtönből szabadult Baránszki a magyar forradalom idején szabadságharcos lett, segített a segélyszervezetekben. 1956-ban Rómába ment, hogy nyugati támogatást kérjen a forradalomhoz. Amikor a lázadást a szovjetek leverték, Baránszki nem akart hazatérni. A kommunistákat szintén nem kedvelte, csakúgy, mint a nácikat. "Ha karikaturistaként akarsz gondolkodni, Hitler és Sztálin két cseresznye lenne egy fán" – mondta Baránszki. "Nem volt különbség". Visszaküldték Magyarországra, de sok más menekült között ismét ki tudott surranni.
Olaszországban maradt, ahol 1957. július 8-án feleségül vette Kőrösy Katalint. Iskolát és menekülttábort alapítottak, közel egy évig éltek egy Róma melletti menekülttáborban. 1958-ban vízumot kaptak Kanadába. Torontóban éltek, mielőtt 1961-ben a New York állambeli Buffalóba költöztek, ahol felnevelték családjukat.
Katalin Magyarországon orvosnak készült, de a kommunista-sztálini időszakban kirúgták az egyetemről. Biokémiai farmakológiai és biokémiai végzettsége alapján kapott egy amerikai vízumot, amelyen ez állt: "Nagyon fontos személy. Az Egyesült Államok kormányának sürgősen szüksége van rá, hogy biokémiai farmakológiai, azaz biokémiai kutatásokat végezzen." Buffalóba érkezése után a Buffalói Egyetem biokémiaprofesszora és rákkutatója lett. 2011-ben halt meg. Baránszki örökbe fogadta Katalin előző házasságából született fiát, Forgach Pétert, aki szemsebész lett. Fiuk, ifjabb Baránszki Tibor tinédzserként megtanult kínaiul, és nemzetközi jogász lett Pekingben, lányuk, Kati pedig 2019-től a Buffalói Egyházmegye kommunikációs igazgatója.

## Hagyaték és kitüntetések
Wallenberg a szovjet erők őrizetében tűnt el. Halála előtt Baránszki az egyik utolsó tanúja volt a budapesti zsidók náciktól való védelmére tett erőfeszítéseknek. 1979. január 11-én a Jad Vasem a Világ Igazai közé nevezte ki. Baránszki nagynénjét, Sterneder Margitot szintén 1979. január 11-én ismerték el a Világ Igazának. 1997. július 16-án a Jad Vasem Monsignore Angelo Rottát ismerte el a Világ Igazának.
Szekeres Gábor, az első ember, akit Baránszki megmentett, túlélte a háborút és megnősült. Felesége, Ágnes, akinek mindkét szülőjét meggyilkolták a holokauszt alatt, így nyilatkozott Baránszkiról: "Harcolt, és hajlandó volt feláldozni az életét azért, amit helyesnek tartott". A két család a mai napig közel áll egymáshoz.
1980-ban Jimmy Carter elnök kinevezte Baránszkit az Egyesült Államok Holokauszt Emléktanácsának tagjává, ahol segített az emlékmű létrehozásában. Dán Károly, az Egyesült Államok magyarországi nagykövete 2013. október 7-én, New York-i snyderi otthonában adta át Baránszkinak a Magyar Érdemrend tisztikeresztje kitüntetését. Fia, ifjabb Baránszki Tibor nemzetközi jogász Kínában kezdeményezte a kapcsolatfelvételt a kínai svéd diplomatákkal. Ez öt évig tartó tárgyalásokhoz vezetett, amelyek eredményeként kapcsolatba kerültek a Raoul Wallenberg családdal. 2017 augusztusában id. Baránszki Tibort Wallenberg rokonai meghívták, hogy díszvendégként vegyen részt az évente megrendezett Raoul Wallenberg-napi eseményeken Stockholmban. A két férfi ismerte egymást, és többször találkoztak vagy telefonon beszéltek. Az Izraeli Posta 2017 áprilisában bélyeget adott ki Baránszki tiszteletére.
Baránszki fogadott fia, Forgach Péter elmondta, hogy az emberek megkérdezték Baránszkitól, hogyan tudott hinni Istenben mindazok után, aminek tanúja volt. "Ezek a dolgok megtörténtek, és kell lennie egy Istennek, aki igazságot szolgáltat" – válaszolta Baránszki.

## Fordítás
Ez a szócikk részben vagy egészben  a   Tibor Baranski című angol Wikipédia-szócikk ezen változatának fordításán alapul.  Az eredeti cikk szerkesztőit annak laptörténete sorolja fel. Ez a jelzés csupán a megfogalmazás eredetét és a szerzői jogokat jelzi, nem szolgál a cikkben szereplő információk forrásmegjelöléseként.